# Polska Liga Curlingu 2018/2019
5. sezon rozgrywek ligowych w polskim curlingu, pod egidą Polskiej Federacji Klubów Curlingowych. Faza zasadnicza Ligi rozgrywana była od 3 listopada 2018 roku do 24 lutego 2019 roku. Po raz pierwszy w historii rywalizacja mężczyzn toczyła się w dwóch dywizjach. Wszystkie spotkania ligowe, w tym turniej kwalifikacyjny, odbyły się w Łodzi na obiekcie Curling Łódź. Złote medale wywalczyli SCC Jasiecki (mężczyźni) i MCC Tomczyńska (kobiety).

## Zasady
Czołowe pięć drużyn męskich z sezonu 2017/2018 zachowało prawo gry w I lidze, podczas gdy reszta zespołów wzięła udział w turnieju kwalifikacyjnym, z którego trzy drużyny uzupełniły stawkę pierwszoligowców, a pozostałe sformowały II ligę curlingu. Rywalizacja kobiet toczyła się w jednej dywizji.
Rozgrywki prowadzone były systemem kołowym, bez fazy play-off.
Mecze najwyższych dywizji rozgrywane są z ograniczeniem czasu do namysłu dla każdej drużyny (thinking time). Drużyny klasyfikowane są zgodnie z zasadami Światowej Federacji Curlingu, a więc kolejno według liczby zwycięstw, tabelki bezpośrednich meczów oraz wyników DSC.
Drużyny z miejsc 7-8 spadają z I ligi, a drużyny z miejsc 1-2 w II lidze uzyskują awans do I ligi w kolejnym sezonie, pod warunkiem spełnienia kryteriów utrzymania składu (ponad połowa zawodników drużyny). Drużyny z miejsc 3-5 w II lidze zachowują prawo gry w tej klasie rozgrywkowej, podczas gdy drużyny z miejsc 6-8 w II lidze staną przed koniecznością uczestnictwa w turnieju kwalifikacyjnym w sezonie 2019/2020.
Zgodnie z przepisami ligi, drużyny nazywane są trzyliterowym skrótowcem reprezentowanego klubu oraz nazwiskiem skipa (kapitana).

## Rywalizacja mężczyzn

### Drużyny
| Drużyna           | Czwarty             | Trzeci            | Drugi                | Otwierający         | Rezerwowi                              |
| ----------------- | ------------------- | ----------------- | -------------------- | ------------------- | -------------------------------------- |
| AZS Gliwice Bosek | Tomasz Bosek        | Piotr Świeszek    | Paweł Hertman        | Tomasz Pluta        | Mirosław Cholewa                       |
| BKC Bartosik      | Łukasz Bartosik     | Tomasz Kijanka    | Jerzy Michalak       | Andrzej Jędrzejczyk | Janusz Sukiennik, Artur Zaręba         |
| KKC Chudziński    | Michał Chudziński   | Marcin Marek      | Łukasz Pryczkat      | Jerzy Ryba          | Paweł Świątkowski, Marcin Stachnik     |
| KKC Kawecki       | Krzysztof Kawecki   | Arkadiusz Solecki | Krzysztof Bąk        | Sebastian Chojnacki | Grzegorz Konieczny, Michał Gieleciak   |
| KSW Gawlas        | Marcin Gawlas       | Paweł Kuśka       | Janusz Tomica        | Jacek Goczoł        | Krzysztof Nowak, Paweł Klos            |
| MCC Gęśla         | Kamil Gęśla         | Michał Anioł      | Marcin Madej         | Michał Gęśla        | Aleksander Błaszak, Grzegorz Sobczak   |
| MCC Stolarek      | Tomasz Korolko      | Rafał Stolarek    | Kamil Suchożebski    | Marcin Senderski    |                                        |
| POS Augustyniak   | Andrzej Augustyniak | Paweł Frynia      | Kasper Knebloch      | Jan Karolewski      | Dawid Mucha, Jakub Hawryszków          |
| POS Grzelka       | Aleksander Grzelka  | Paweł Włodarczyk  | Mateusz Jadczyk      | Michael Żółtowski   | Maksym Grzelka                         |
| POS Janczar       | Łukasz Janczar      | Piotr Majecki     | Bartłomiej Sławiński | Grzegorz Łabecki    | Krzysztof Jodłowski, Michał Zakrzewski |
| POS Szeliga       | Jacek Szeliga       | Tomasz Bartczak   | Jacek Szkobel        | Tomasz Dyderski     | Krzysztof Kowalski                     |
| SCC Jasiecki      | Borys Jasiecki      | Konrad Stych      | Krzysztof Domin      | Bartosz Łobaza      | Damian Cebula                          |
| SCC Sitkiewicz    | Bartosz Sitkiewicz  | Tomasz Cierkowski | Michał Koehna        | Jakub Sollich       |                                        |
| ŚKC Beck          | Krzysztof Beck      | Maciej Kołodziej  | Marcin Ciemiński     | Tomasz Majorek      | Maciej Cesarz, Adam Sterczewski        |
| ŚKC Dzikowski     | Bartosz Dzikowski   | Jakub Głowania    | Jeremi Telak         | Michał Kozioł       | Tomasz Zioło                           |
| TKC Jakubowski    | Bartosz Jakubowski  | Paweł Piotrowicz  | Mateusz Kulik        | Sebastian Lichy     | Radosław Kowalski                      |

Skipów drużyn oznaczono wytłuszczonym fontem.

### Turniej kwalifikacyjny
Do turnieju kwalifikacyjnego zgłosiło się 11 drużyn. Rywalizacja odbyła się w dniach 28-30 września 2018 roku. W drodze losowania sformowano grupę A (6 drużyn) i grupę B (5 drużyn). Zwycięzcy grup zapewnili sobie awans do I ligi, a drużyny z drugich miejsc w swoich grupach rozegrały baraż, którego stawką był awans do I ligi.

#### Faza grupowa

##### Grupa A
| # | Drużyna        | Mecze | Mecze | DSC   |
| # | Drużyna        | W     | P     | DSC   |
| - | -------------- | ----- | ----- | ----- |
| 1 | SCC Jasiecki   | 4     | 1     | 92,5  |
| 2 | ŚKC Beck       | 3     | 2     | 88,5  |
| 3 | SCC Sitkiewicz | 3     | 2     | 99,4  |
| 4 | KKC Kawecki    | 3     | 2     | 130,0 |
| 5 | MCC Gęśla      | 2     | 3     | 100,1 |
| 6 | BKC Bartosik   | 0     | 5     | 120,2 |

##### Grupa B
| # | Drużyna         | Mecze | Mecze | DSC   |
| # | Drużyna         | W     | P     | DSC   |
| - | --------------- | ----- | ----- | ----- |
| 1 | ŚKC Dzikowski   | 3     | 1     | 49,9  |
| 2 | POS Augustyniak | 2     | 2     | 98,8  |
| 3 | MCC Stolarek    | 2     | 2     | 99,7  |
| 4 | POS Janczar     | 2     | 2     | 126,0 |
| 5 | POS Szeliga     | 1     | 3     | 104,5 |

     Kwalifikacja do I ligi
     Baraż o kwalifikację do I ligi

#### Baraż o awans
30 września 2018; 15:15
| Tor | Drużyna | Drużyna         | 1 | 2 | 3 | 4 | 5 | 6 | 7 | 8 | Ogółem |
| A   |         | POS Augustyniak | 1 | 3 | 0 | 0 | 0 | 1 | 0 | 1 | 6      |
| A   |         | ŚKC Beck        | 0 | 0 | 1 | 0 | 2 | 0 | 2 | 0 | 5      |

POS Augustyniak wywalczył kwalifikację do I ligi.

### Klasyfikacja końcowa

#### I liga
| # | Drużyna           | Mecze | Mecze | DSC   |
| # | Drużyna           | W     | P     | DSC   |
| - | ----------------- | ----- | ----- | ----- |
| 1 | SCC Jasiecki      | 6     | 1     | 60,7  |
| 2 | POS Grzelka       | 5     | 2     | 79,0  |
| 3 | AZS Gliwice Bosek | 5     | 2     | 62,1  |
| 4 | ŚKC Dzikowski     | 4     | 3     | 72,6  |
| 5 | TKC Jakubowski    | 3     | 4     | 105,2 |
| 6 | KKC Chudziński    | 2     | 5     | 142,2 |
| 7 | KSW Gawlas        | 2     | 5     | 130,9 |
| 8 | POS Augustyniak   | 1     | 6     | 138,0 |

     Spadek do II ligi

#### II liga
| # | Drużyna        | Mecze | Mecze | DSC   |
| # | Drużyna        | W     | P     | DSC   |
| - | -------------- | ----- | ----- | ----- |
| 1 | MCC Stolarek   | 5     | 2     | 139,5 |
| 2 | ŚKC Beck       | 4     | 3     | 110,5 |
| 3 | SCC Sitkiewicz | 4     | 3     | 126,2 |
| 4 | POS Janczar    | 4     | 3     | 124,1 |
| 5 | MCC Gęśla      | 4     | 3     | 102,2 |
| 6 | BKC Bartosik   | 3     | 4     | 110,2 |
| 7 | KKC Kawecki    | 3     | 4     | 120,5 |
| 8 | POS Szeliga    | 1     | 6     | 113,3 |

     Awans do I ligi
     Spadek do turnieju kwalifikacyjnego do Polskiej Ligi Curlingu 2019/2020

## Rywalizacja kobiet

### Drużyny
| Drużyna            | Czwarta              | Trzecia               | Druga                 | Otwierająca           | Rezerwowe                             |
| ------------------ | -------------------- | --------------------- | --------------------- | --------------------- | ------------------------------------- |
| AZS Gliwice Pluta  | Marta Pluta          | Ewa Nogły             | Justyna Wojtas        | Marta Świeszek        | Martyna Wilczak                       |
| CCC Chmarra        | Daria Chmarra        | Magdalena Kołodziej   | Krystyna Beniger      | Aneta Lipińska        | Karolina Mandes, Marta Leszczyńska    |
| KKC Startek        | Karolina Startek     | Aleksandra Bigosińska | Małgorzata Gaczkowska | Agata Jędrzejczyk     |                                       |
| KKC Staszczak      | Katarzyna Staszczak  | Magdalena Wróbel      | Monika Rodak          | Anna Fejklowicz       | Magdalena Włodarczyk, Karolina Florek |
| MCC Kubak          | Marta Kubak          | Katarzyna Kowalska    | Patrycja Bendowska    | Maria Klimecka        | Marianna Bandych                      |
| MCC Tomczyńska     | Anna Tomczyńska      | Katarzyna Selwant     | Anna Fijałkowska      | Magdalena Dobiszewska | Aneta Gęśla, Agnieszka Czaplicka      |
| POS Szeliga-Frynia | Marta Szeliga-Frynia | Adela Walczak         | Zuzanna Rybicka       | Maria Stefańska       | Barbara Karwat                        |

Skipów drużyn oznaczono wytłuszczonym fontem.

### Klasyfikacja końcowa
| # | Drużyna            | Mecze | Mecze | DSC   |
| # | Drużyna            | W     | P     | DSC   |
| - | ------------------ | ----- | ----- | ----- |
| 1 | MCC Tomczyńska     | 5     | 1     | 126,9 |
| 2 | KKC Staszczak      | 4     | 2     | 90,5  |
| 3 | POS Szeliga-Frynia | 4     | 2     | 134,4 |
| 4 | AZS Gliwice Pluta  | 3     | 3     | 129,9 |
| 5 | CCC Chmarra        | 3     | 3     | 108,8 |
| 6 | KKC Startek        | 2     | 4     | 146,0 |
| 7 | MCC Kubak          | 0     | 6     | 127,7 |